# Mirre Knaven
Mirre Knaven, née le 18 août 2004 à Turnhout en Belgique, est une coureuse cycliste néérlandaise.

## Biographie

### Famille
Mirre Knaven est la fille de deux coureurs cyclistes : Servais Knaven, qui a remporté Paris-Roubaix en 2011, et de Natascha den Ouden, qui a fondé le team AG Insurance-Soudal ainsi que les équipes U23 et U19 associées.
Ses sœurs aînées Britt (née en 2000) et Senne (née en 2003) ont arrêté leurs carrières respectives à la fin de la saison 2023,. Sa sœur cadette Fee (née en 2006) court, depuis 2025, dans l'équipe UAE Development.
La fratrie ayant vécu en Belgique, elles disposent de la nationalité belge et les sœurs ont chacune pris des choix différents quant à leur nationalité sportive. Ainsi, si Mirre et Fee courent sous les couleurs néerlandaises, Britt et Senne ont fait le choix de la Belgique.

### Débuts
Mirre Knaven commence sa carrière sportive au sein de l'équipe cycliste de ses parents. D'abord active sur route et en cyclo-cross, elle ne connaît pas de succès notable, mais monte à plusieurs reprises sur le podium.
Pour la saison 2023, elle devient membre de l'équipe AG Insurance-NXTG U23. Lors de sa première saison chez les espoirs (moins de 23 ans), elle se classe plusieurs fois dans le top 10, notamment troisième du Grand Prix Eco-Struct et cinquième du Trofee Maarten Wynants. En 2024, elle décroche sa première victoire dans une course UCI en remportant la deuxième étape de Gracia Orlová, où elle prend la deuxième place au classement général à 31 secondes de Corinna Lechner. Quelques semaines plus tard, elle obtient un deuxième succès d'étape au Tour de Feminin.
Le 24 juin 2024, elle rejoint en cours de saison l'équipe américaine EF-Oatly-Cannondale, où elle fait sa première apparition sur le Tour de Thuringe dès le lendemain.

## Palmarès sur route

### Par années
- 2019
  - 2e du championnat des Pays-Bas sur route cadettes
- 2020
  - 3e du championnat des Pays-Bas sur route cadettes
- 2021
  - 2e du championnat des Pays-Bas du contre-la-montre juniors
- 2022
  - 2e du championnat des Pays-Bas du contre-la-montre juniors
- 2023
  - 3e du Grand Prix Eco-Struct
- 2024
  - 2e étape de Gracia Orlová
  - 4e étape du Tour de Feminin
  - 2e de Gracia Orlová

### Résultats sur les grands tours

#### Tour d'Italie
1 participation
- 2025 : 96e

### Classements mondiaux
| Année                                 | 2023 | 2024 |
| ------------------------------------- | ---- | ---- |
| Classement UCI                        | 244e | 163e |
|                                       |      |      |
| Légende : nc = non classéSource : UCI |      |      |

## Palmarès en cyclo-cross

### Championnats des Pays-Bas
- 2018-2019
  - 2e du championnat des Pays-Bas de cyclo-cross cadettes
- 2019-2020
  - 2e du championnat des Pays-Bas de cyclo-cross cadettes
- 2023-2024
  - 3e du championnat des Pays-Bas de cyclo-cross espoirs